# Regnboginn
Regnboginn (deutsch: Regenbogen, Parteibuchstabe J) ist eine Kleinpartei in Island.

## Geschichte
Gegründet wurde die Partei im März 2013 von dem damaligen Parlamentsabgeordneten Bjarni Harðarson, welcher vorher der Fortschrittspartei angehörte. Außerdem erklärten im Zuge der Parteigründung die Abgeordneten Jón Bjarnason und Atli Gíslason von der Links-Grünen Bewegung ihren Wechsel zu der neuen Partei.
Bei ihrem erstmaligen Antritt zur Parlamentswahl 2013 erreichte die Partei etwa 1,1 Prozent der Stimmen und erhielt damit keinen Sitz im nationalen Parlament Althing. Seither ist die Partei zu keinen Parlamentswahlen mehr angetreten.

## Programm
In ihrem Programm setzt sich die Partei unter anderem für folgendes ein:
- der Verhandlungsprozess zum Beitritt zur Europäischen Union soll ausgesetzt werden
- eine nachhaltige Entwicklung, sowie Gleichheit, Gerechtigkeit und Wohlergehen sollen gefördert werden
- der Kampf gegen alle Ungerechtigkeit und Gewalt soll oberste Priorität haben
- für alle sollen anständige Löhne und Arbeitsbedingungen garantiert sein
- Beseitigung von Armut und Diskriminierung
- die Gesundheitsversorgung im Land soll gestärkt werden
- jeder soll das Recht auf ein Dach über den Kopf haben